# Магический реализм
Маги́ческий реали́зм (также мисти́ческий реали́зм) — художественный метод, в котором магические (мистические) элементы включены в реалистическую картину мира.
Термин «магический реализм» был введён немецким критиком Францем Рохом для описания современных ему видов живописи. Рох понимал под магическим реализмом возврат к реализму от более абстрактного стиля экспрессионизма. Литературное течение, обозначаемое этим термином, зародилось в доколумбовой Латинской Америке, где в рассказах индейцев об окружающем мире имелись волшебные и фантастические компоненты. В течение столетий оно развивалось, сформировавшись в итоге в литературный метод, видными представителями которого стали Хорхе Луис Борхес, Габриэль Гарсия Маркес, Алехо Карпентьер, Хулио Кортасар.

## Истоки магического реализма
Основами латиноамериканского магического реализма являются литература, верования, мышление доколумбовых индейских цивилизаций, таких как: ацтеки, майя, чибча, инки. Уже в произведениях, имеющих индейские корни, написанных индейцами или испанскими и португальскими писателями — историками, священниками, солдатами, сразу после конкисты, встречаются все составляющие чудесной реальности.
Наиболее значимыми авторами того периода являлись:
- Франсиско де Авила — перуанский священник, писавший на языке кечуа и собравший богатый этнографический материал народов кечуа;
- Педро Симон — разработчик мифа об Эльдорадо;
- Бартоломе Арсанс де Орсуа-и-Вела — житель крупнейшего мегаполиса Старого и Нового Света — Потоси, разработавший соединение истории и мифа;
- Жозе ди Аншиета — испанский священник родом с Канарских островов, известный как автор первой грамматики языка тупи.

## Магический реализм в литературе
Термин «магический реализм» применительно к литературе впервые был предложен французским критиком Эдмоном Жалу в 1931 году. Вот что он писал:
«Роль магического реализма состоит в отыскании в реальности того, что есть в ней странного, лирического и даже фантастического — тех элементов, благодаря которым повседневная жизнь становится доступной поэтическим, сюрреалистическим и даже символическим преображениям».
Позже этот же термин был использован венесуэльцем Артуро Услар-Пьетри для описания работ некоторых латиноамериканских писателей. Кубинский писатель Алехо Карпентьер (друг Услара-Пьетри) использовал термин «lo real maravilloso» (приблизительный перевод — «чудесная реальность») в предисловии к своей повести «Царство земное» (1949). Идея Карпентьера заключалась в описании своего рода обостренной реальности, в которой могут появляться выглядящие странно элементы чудесного. Произведения Карпентьера, а также Хорхе Луиса Борхеса, Габриэля Гарсия Маркеса, Хулио Кортасара, Мигеля Анхеля Астуриаса, Мариу ди Андради, Жуана Убалду Рибейру оказали сильное влияние на европейский бум жанра, который начался в 1960-е годы.
Одно из наиболее известных произведений магического реализма — роман Габриэля Гарсиа Маркеса «Сто лет одиночества» (1967).
В дальнейшем традиции магического реализма получили развитие не только в латиноамериканской, но и в европейской литературе. Видный его представитель — сербский прозаик Милорад Павич, автор романов «Хазарский словарь» (1984), «Пейзаж, нарисованный чаем» (1988), «Последняя любовь в Константинополе» (1994) и других.
В современной европейской литературе представителями магического реализма можно назвать Джонатана Кэрролла, Одри Ниффенеггер, Марка Хелприна, Хьяртана Флёгстада и Горана Петровича, Йона Виню.
Произведения магического реализма, по определению Юрия Борева, «обладают всеми чертами реализма (типизация, художественная правда, не противоречащая правдоподобию и раскрываемая в „формах самой жизни“, правдивость и убедительность деталей и жизненных аксессуаров) и одновременно включают в себя волшебные эпизоды, полные сакрального, мистического или метафизического смысла».

### Представители магического реализма

#### Русскоязычные авторы
предтечи
- Николай Гоголь
- Евгений Замятин
- Михаил Булгаков

современные
- Геннадий Алексеев
- Николай Байтов
- Лора Белоиван
- Юрий Буйда
- Мария Галина
- Леонид Гиршович
- Виталий Диксон
- Венедикт Ерофеев
- Виктор Ерофеев
- Александр Житинский
- Ольга Ильницкая
- Юлия Кисина
- Владислав Крапивин
- Павел Крусанов
- Павел Пепперштейн
- Андрей Лазарчук
- Андрей Минин
- Дмитрий Липскеров
- Андрей Тавров
- Анатолий Кудрявицкий
- Лев Наумов
- Владимир Орлов
- Виктор Пелевин
- Мариам Петросян
- Феликс Розинер
- Нина Садур
- Андрей Синявский
- Таня Скарынкина
- Ольга Славникова
- Владимир Сорокин
- Андрей Столяров
- Виктория Токарева
- Дарья Тоцкая
- Борис Хазанов
- Михаил Харит

### Элементы магического реализма
- Фантастические элементы могут быть внутренне противоречивыми, но никогда не объясняются.
- Действующие лица принимают и не оспаривают логику магических элементов.
- Многочисленные детали сенсорного восприятия.
- Часто используются символы и образы.
- Эмоции и душевные порывы человека как социального существа часто описаны очень подробно.
- Искажается течение времени, так что оно циклично или кажется отсутствующим. Ещё один приём состоит в коллапсе времени, когда настоящее повторяет или напоминает прошлое.
- Меняются местами причина и следствие (ретропричинность) — например, персонаж может страдать до трагических событий.
- Содержатся элементы фольклора и/или легенд, причём архаика подана не как сугубо этнографический материал, а как потенциально очень важный смысло– и образопорождающий ресурс. Все магические реалисты — мифотворцы, пытающиеся на основе осколков этнической культуры создать свою гармонически непротиворечивую картину мира[6].
- Стремление видеть за даже самыми обыденными явлениями, хотя и экзотичными с точки зрения европейца, их бытийную, экзистенциальную природу[6].
- Трактовка социальной действительности с позиций простодушного, не испорченного цивилизацией наблюдателя (остранение)[6].
- События представляются с альтернативных точек зрения, то есть голос рассказчика переключается с третьего на первое лицо, часты переходы между точками зрения разных персонажей и внутренним монологом относительно общих взаимоотношений и воспоминаний.
- Прошлое контрастирует с настоящим, астральное с физическим, персонажи друг с другом.
- Воображаемые места и персонажи чередуются с реальными.
- Смешиваются зачастую несовместимые компоненты: европейское, африканское, индейское, азиатское.
- Открытый финал произведения позволяет читателю определить самому, что же было более правдивым и соответствующим строению мира — фантастическое или повседневное.

## Магический реализм в изобразительном искусстве
Магический реализм — это стиль изобразительного искусства, который использует реализм в сочетании с некоторой кажущейся аберрацией зрения художника при изображении повседневных сюжетов. В живописи этот термин иногда взаимозаменяем с постэкспрессионизмом. В 1925 году критик Франц Рох использовал этот термин для описания картины, которая положила начало возвращения к реализму после экстравагантности экспрессионистов, которые изменяли внешний вид объектов для проявления их внутренней сущности. Согласно определению Роха, другие важные аспекты магического реализма в живописи включают:
- Возвращение к повседневным объектам в противоположность фантастическим
- Наложение движения вперёд с ощущением расстояния, в противоположность экспрессионистской тенденции укорачивания объекта
- Использование миниатюрных деталей даже в очень больших картинах, например, больших ландшафтах.

### Художники — представители магического реализма
|  | Перед добавлением элементов (пунктов списка) в список, убедитесь в том, что они соответствуют критериям значимости Википедии.Пожалуйста, воздержитесь от внесения в этот список элементов (пунктов), к которым причастны вы сами или ваши знакомые. Если пункт списка всё же значим, то, пожалуйста, укажите в скобках после его названия ссылку на авторитетный источник информации на материал об этом элементе списка. Таковой не могут являться ссылки на форумы, порталы для самоопубликования, и т.п. |

- Микалоюс Чюрлёнис
- Марк Шагал
- Карел Виллинк
- Владимир Бантиков
- Педро Ипинья
- Пол Кадмюс
- Алекс Колвил
- Майкл Паркес
- Джордж Тукер
- Джонатан Кэрролл
- Айвен Олбрайт
- Вим Шумахер
- Филип Эвергуд
- Эндрю Уайет
- Рене Магритт
- Алексей Анд
- Стенли Спенсер
- Георг Шримпф
- Роб Гонсалвес
- Ремедиос Варо
- Фрида Кало
- Дмитрий Цаплин
- Артём Чебоха
- Маркус Окессон

## Магический реализм в кинематографе
Хотя термин редко употребляется в теории кинематографии, многие фильмы следуют канонам магического реализма. Например в фильме Тима Бёртона «Крупная рыба» сюжет близок к реальности и только рассказанные истории и воспоминания содержат магические элементы, которые, в большинстве случаев, могли бы произойти в реальности. Другими классическими примерами магического реализма в киноискусстве могут служить многие фильмы Терри Гиллиама, советский фильм «Зеркало для героя», а также «Лабиринт фавна», «Загадочная история Бенджамина Баттона», «Запределье», «Зелёная миля», «Быть Джоном Малковичем», «День сурка», а также аниме Хаяо Миядзаки — «Порко Россо».
В кино, как в остальных жанрах искусства, можно проследить связь магического реализма с экспрессионизмом.